# Бенешюнас, Леонас Петро
Леонас Петро Бенешюнас (р. 19 июня 1927, деревня Тарвидай, Паневежский район, Литва) — изобретатель, рационализатор.

## Биография
В 1948 году поступил на курсы авторемонтников в Каунасе. С 1949 по 1975 год жил и работал в Калининграде.
Трудовая биография:
- 1949—1951 — Калининградский Ремонтно-строительный поезд, слесарь-ремонтник;
- 1951—1975 — Калининградский опытный завод промысловой техники, бригадир экспериментального цеха;
- 1975—2005 — Паневежский завод металлоизделий «Металистас», руководитель экспериментальной группы.

Соавтор  изобретения  и нескольких рационализаторских предложений.

## Награды
- 1970 — Орден «Знак Почёта»
- 1973 — Государственная премия СССР в области науки и техники — «за разработку, серийное производство и внедрение в промышленность автоматизированных роторных скороморозильных агрегатов типа МАР и АРСА для замораживания рыбы, мяса и других пищевых продуктов в блоках»[1]
- 1974 — Орден Трудового Красного Знамени
- 1975 — Медаль «Ветеран труда»

Диплом Всесоюзной Торговой палаты; нагрудный знак «Изобретатель СССР»; Бронзовая медаль ВДНХ; Почётные грамоты Верховного Совета Литовской ССР, ВОИР Литвы; Президиума Литовского Республиканского правления НТО машиностроительной промышленности.